# Håkan Jaensson
Jarl Håkan Lennart Jaensson, född 9 februari 1947 i Kiruna, död 19 februari 2022 i Enskededalen, var en svensk journalist och författare. 
Håkan Jaensson växte upp i brukssamhället Bruzaholm utanför Eksjö och gick på läroverket i Eksjö. Han var i unga år redigerare vid Smålands-Tidningen och var senare reporter vid Kvällsposten. Under tiden 1986–2008 var han kulturchef på Aftonbladet.
Han skrev såväl barnböcker, bland annat Nussekudden-serien, som vuxenböcker tillsammans med Arne Norlin som han också skrev Tv-serien "Lottis Nätter" med, vilken visades på Svt 1983. Han samarbetade också med illustratörer som Gunna Grähs, Eva Lindström, Kenneth Andersson, Joakim Lindengren och Jens Ahlbom. Jaensson invaldes i augusti 2008 i Svenska barnboksakademin, på stol nummer 7.